# Manjou Wilde
Manjou Sabrina Wilde (* 19. April 1995 in Bremen) ist eine deutsche Fußballspielerin.

## Karriere

### Vereine
Wilde begann ihre fußballerische Karriere im Jahr 1999 im Bremer Stadtteil Huchting beim FC Huchting, für den sie zehn Jahre spielte, ehe im Januar 2010 der Wechsel zum Zweitligisten Werder Bremen folgte. Mit Werders B-Juniorinnen wurde sie von 2010 bis 2012 Norddeutsche Meisterin und war ab der Saison 2012/13 Stammspielerin der ersten Mannschaft in der 2. Bundesliga Nord. Zur Saison 2014/15 unterschrieb die Mittelfeldspielerin einen Vertrag beim Bundesligisten SC Freiburg. Dort gab sie am 20. September 2014 (3. Spieltag) beim Auswärtsspiel gegen den MSV Duisburg ihr Bundesligadebüt, als sie nach der Halbzeitpause für Sarah Puntigam in die Partie kam. Im Januar 2016 wechselte Wilde innerhalb der Frauen-Bundesliga vom SC Freiburg zurück zum SV Werder. Nach dem Abstieg Werders unterschrieb sie zur Saison 2016/17 bei der SGS Essen. In fünf Jahren bei der SGS kam Wilde auf 91 Ligaeinsätze und erzielte dabei sechs Tore. Zur Saison 2021/22 wechselte sie zum 1. FC Köln. Am 26. Juni 2024 wurde ihre Verpflichtung zur Saison 2024/25 auf der Website des  portugiesischen Erstligisten Sporting Braga öffentlich.

### Nationalmannschaft
Wilde durchlief ab 2009 die Juniorinnenteams des Deutschen Fußball-Bunds und bestritt ihre erste Partie am 7. April 2010 beim 1:0-Erfolg der U15-Nationalmannschaft gegen die Niederlande. 2012 wurde sie mit der U17-Nationalmannschaft in Nyon Europameister und nahm im selben Jahr an der in Aserbaidschan ausgetragenen Weltmeisterschaft teil, wo die Mannschaft Rang vier belegte. Am 13. Februar 2013 gab sie ihr Debüt für die U19-Nationalmannschaft, mit der sie an der Europameisterschaft in Wales teilnahm und dort das Halbfinale erreichte. Im März 2014 debütierte sie im Rahmen des Sechs-Nationen-Turniers in La Manga für die U20-Nationalmannschaft, mit der sie an der vom 5. bis 24. August 2014 in Kanada ausgetragenen U20-Weltmeisterschaft teilnahm. Dort bestritt sie alle sechs Turnierspiele und wurde mit dem 1:0-Sieg n. V. im Finale gegen die Auswahl Nigerias Weltmeisterin.

## Erfolge
Nationalmannschaft
- U20-Weltmeister 2014
- U17-Europameister 2012

Vereine
- DFB-Pokal-Finalist 2020 (mit der SGS Essen)
- Norddeutscher Meister 2010, 2011 und 2012 (mit den B-Juniorinnen von Werder Bremen)